# Élections à l'Assemblée nationale népalaise de 2022
Les élections à l'assemblée nationale népalaise de 2022 ont lieu le 26 janvier 2022 afin de renouveler au scrutin indirect un tiers des membres de l'assemblée nationale, la chambre haute du Népal.
L'éclatement du Parti communiste du Népal aboutit à une multiplication des partis présents à l'assemblée.

## Contexte
À la suite du rétablissement de l'Assemblée nationale par la Constitution népalaise de 2015, et afin de permettre la mise en place des institutions, la totalité des 59 sièges qui la compose sont pourvus en une fois au cours des élections de février 2018.
La coalition de gauche du Parti communiste marxiste-léniniste unifié (centre-gauche, malgré son nom) et du Parti communiste maoïste unifié (extrême-gauche) obtient la majorité à la chambre haute avec 39 sièges. Le 17 mai 2018, les deux partis fusionnent pour former le Parti communiste du Népal, selon une promesse de campagne des législatives de 2017.
Le scrutin de 2020 voit la victoire du Parti communiste du Népal qui accroit sa majorité absolue à la chambre en remportant dix-sept des dix-neuf sièges mis en jeu, au détriment du Congrès népalais, en fort recul, et du Parti socialiste (en). Les deux sièges restants reviennent à son allié le Parti populaire national (en), qui maintient sa représentativité existante. Courant juillet 2020, le Parti socialiste et le Parti populaire national fusionnent pour former le Parti socialiste populaire du Népal.
De graves dissensions au sein du Parti communiste au pouvoir mènent en mai 2021 à la chute du gouvernement du Premier ministre sortant Khadga Prasad Sharma Oli. La dissolution du Parlement est cependant invalidée par deux fois par la Cour suprême, jusqu'au vote de confiance le 16 juillet suivant du nouveau Premier ministre Sher Bahadur Deuba, qui réunit les soutiens des députés de son parti, le Congrès népalais, ainsi que du Parti communiste unifié maoïste, du Parti socialiste populaire, et d'une vingtaine de dissidents du Parti communiste marxiste-léniniste unifié,.
Entre-temps, la Cour suprême juge invalide la fusion des deux partis communistes par une décision rendue publique le 7 mars 2021, ajoutant à la confusion dans laquelle se trouve alors plongé le système politique népalais. La cour juge invalide la fusion en raison de l'existence d'un parti du même nom au moment de la création du nouveau parti, tout en n'excluant donc pas une fusion future sous un nom différent. La crise politique rend cependant peu probable une nouvelle fusion.
La date des élections est annoncée le 19 novembre 2021 pour le 26 janvier 2022, avec une entrée en fonction des nouveaux membres prévue pour le 4 mars suivant.

## Système électoral

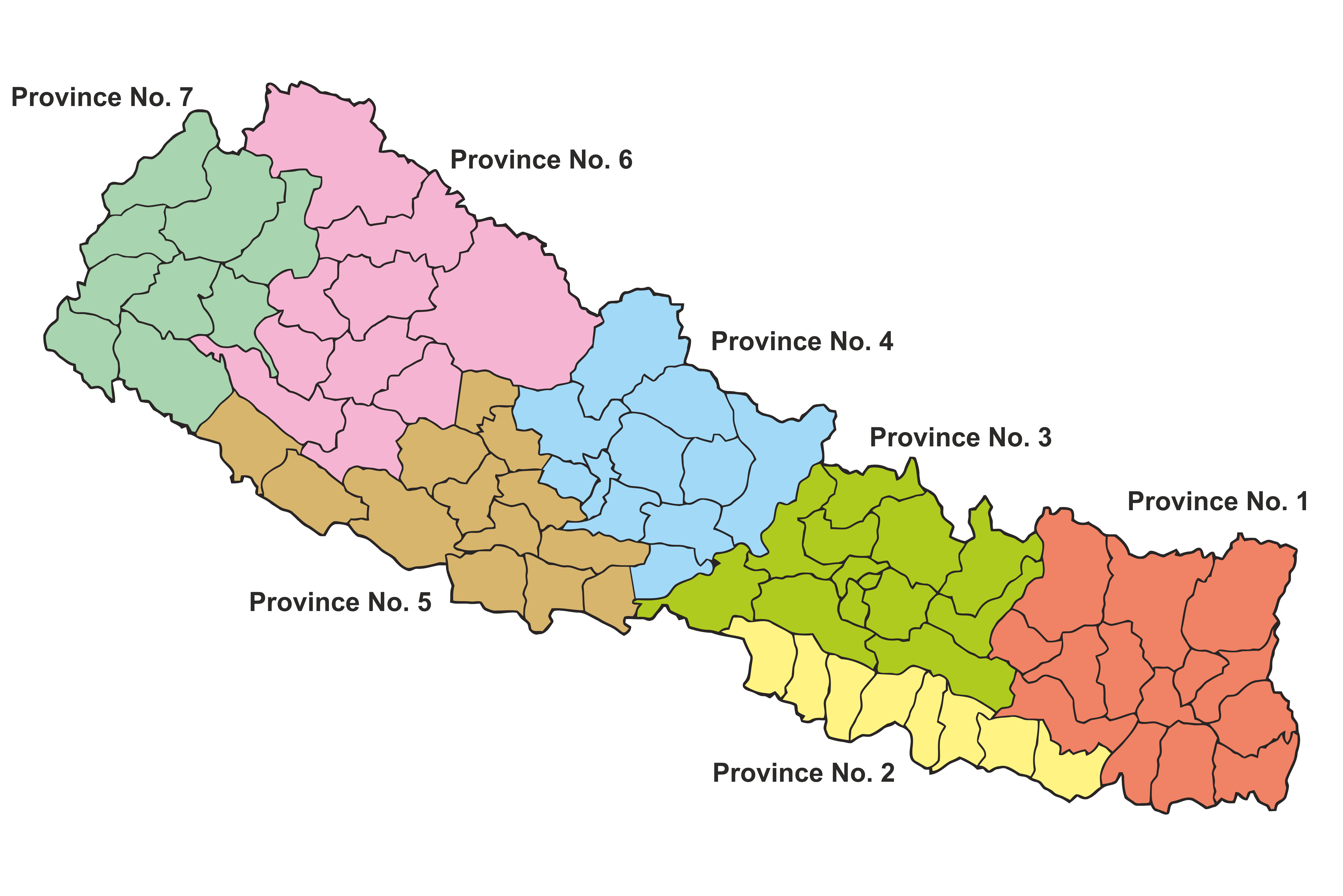
Les sept provinces du Népal.

L'Assemblée nationale du Népal (राष्ट्रिय सभा, Rastriya Sabha) est la chambre haute de son parlement bicaméral, dit Parlement fédéral. Elle est composée de 59 membres dont 56 élus au scrutin indirect et 3 nommés par le président pour des mandats de six ans. Le renouvellement de la chambre a lieu par tiers tous les deux ans. 
Trois membres dont au moins une femme sont nommés par le président du Népal sur recommandation du gouvernement. Les autres membres de l'assemblée sont élus de manière indirecte par les élus des provinces et des municipalités, à raison de 8 sièges pour chacune des sept provinces du Népal, dont trois réservés aux femmes, un aux intouchables, et un aux handicapés ou membres d'une minorité. Les sièges ordinaires et ceux réservés aux femmes sont pourvus selon un système à finalité proportionnelle, le vote à second tour instantané, tandis que les deux autres le sont au scrutin uninominal majoritaire à un tour. Le collège électoral est composé des membres des assemblées provinciales, ainsi que des maires, maires adjoints et autres membres de l’exécutif des communes de chaque province. Les voix des élus au niveau provincial ont un « poids » de quarante huit et celles des autres de dix huit. Des bulletins de couleurs différentes sont utilisés pour les différencier plus facilement : vert pour les élus des provinces et rouge pour ceux des municipalités.
En pratique, le renouvellement des 59 membres de l'assemblée ayant lieu par tiers, seuls 19 ou 20 d'entre eux sont renouvelés tous les deux ans. Dans chacune des sept provinces, un siège ordinaire et un siège réservé aux femmes sont remis en jeu, soit 14 sièges. La plupart des provinces ne renouvèlent que ces derniers, une ou plusieurs provinces renouvelant également un siège réservé aux intouchables ou un siège réservé aux handicapés ou membres d'une minorité. Une province peut plus rarement être amenée à renouveler les quatre types de sièges lors d'un même scrutin, ce qui amène ainsi les électeurs à remplir quatre bulletins séparés. 
Sur les bulletins concernant les sièges pourvus au vote à second tour instantané, les électeurs classent les candidats qu'ils souhaitent voir élus par ordre de préférence en écrivant le chiffre 1, 2 ou 3 à côté de leur nom. Les bulletins comportant plus de trois préférences sont considérés comme nuls. Lors du dépouillement, le candidat qui réunit la majorité absolue des voix dans sa circonscription est élu. A défaut, le candidat arrivé en dernier est éliminé, et les secondes préférences de ses électeurs sont répartis aux autres candidats. L'opération est répétée jusqu'à ce qu'un candidat obtienne de manière cumulée la majorité absolue.
Pour les bulletins concernant les autres sièges, pourvus au scrutin uninominal majoritaire à un tour, les électeurs votent en cochant le nom d'un seul candidat. Le candidat ayant réunit le plus de voix est élu.
Un total de 2 056 grands électeurs participent au scrutin, dont les 550 membres des sept assemblées provinciales ainsi que 1 506 élus municipaux. 
Note : début 2022, les noms des provinces n'ont pas encore tous été définis.
| Électeurs   | Province   | Province | Province | Province | Province | Province | Province      |
| Électeurs   | Province 1 | Madhesh  | Bagmati  | Gandaki  | Lumbini  | Karnali  | Sudurpashchim |
| ----------- | ---------- | -------- | -------- | -------- | -------- | -------- | ------------- |
| Provinciaux | 93         | 107      | 110      | 60       | 87       | 40       | 53            |
| Municipaux  | 274        | 272      | 238      | 170      | 218      | 158      | 176           |
| Total       | 367        | 379      | 348      | 230      | 305      | 198      | 229           |

## Candidats
Les élections doivent avoir lieu 35 jours avant la fin du mandat des membres sortant le 4 mars 2022.

### Conditions de candidature
Pour être candidat, les conditions suivantes doivent être réunies :
- Être citoyen du Népal
- Avoir au moins 35 ans
- Être inscrit sur les listes électorales
- Ne pas avoir de casier judiciaire
- Ne pas être sujet à une inéligibilité issue d'une loi fédérale
- Ne pas occuper de poste dont la rémunération est assurée par le gouvernement népalais
- S'être enregistré en tant que candidat auprès de la Commission électorale népalaise (CEN)

Les candidats peuvent se présenter en tant qu'indépendant ou bien sous l'étiquette d'un parti, sous réserve que celui-ci se soit lui-même fait enregistrer avant la date limite un mois environ avant le scrutin.

## Résultats
L'éclatement du Parti communiste du Népal à la suite de sa dissolution entraine une répartition des sièges largement différente en amont du scrutin que celle obtenue à l'issue des précédentes élections en 2018.
|        |                                                       |               |             |        |        |             |               |  |  |
| Partis | Partis                                                | Sièges        | Sièges      | Sièges | Sièges | Sièges      | Sièges        |  |  |
| Partis | Partis                                                | Total en 2018 | Total avant | En jeu | Élus   | Total après | +/-           |  |  |
|        | Parti communiste du Népal (marxiste-léniniste unifié) | 0             | 24          | 8      | 1      | 17          | 7             |  |  |
|        | Parti communiste unifié du Népal (maoïste)            | 0             | 14          | 4      | 5      | 15          | 1             |  |  |
|        | Congrès népalais                                      | 6             | 7           | 3      | 6      | 10          | 3             |  |  |
|        | Parti communiste du Népal (socialiste unifié)         | 0             | 7           | 4      | 5      | 8           | 1             |  |  |
|        | Parti socialiste populaire du Népal                   | 1             | 2           | 0      | 1      | 3           | 1             |  |  |
|        | Parti socialiste démocratique                         | 0             | 1           | 0      | 0      | 1           | en stagnation |  |  |
|        | Front populaire national                              | 0             | 0           | 0      | 1      | 1           | 1             |  |  |
|        | Indépendants                                          | 0             | 1           | 0      | 1      | 1           | en stagnation |  |  |
|        | Membres nommés                                        | 3             | 3           | 1      | 1      | 3           | en stagnation |  |  |
|        | Parti communiste du Népal                             | 47            | 0           | 0      | –      | 0           | 47            |  |  |
|        |                                                       |               |             |        |        |             |               |  |  |
| Total  | Total                                                 | 59            | 59          | 20     | 20     | 59          | en stagnation |  |  |

## Suites
Les nouveaux membres de l'assemblée prêtent serment le 4 mars 2022  avant d'intégrer les séances le jour même. Le renouvellement du membre nommé par la présidence, membre comme son prédécesseur du Parti communiste unifié du Népal (maoïste), intervient plusieurs mois après les élections, le 9 avril 2022.